# Kohärenzradar
Das Kohärenzradar ist ein Weißlichtinterferometer, mit dem die Form glatter und rauer Oberflächen gemessen werden kann. 
Während die Weißlichtinterferometrie auf glatten Oberflächen schon lange bekannt ist, wurde die Vermessung rauer Oberflächen erst mit dem Kohärenzradar möglich. Auf rauen Oberflächen entstehen bei Interferenz Speckle-Muster. Im Gegensatz zur Lasertriangulation, bei der die Speckle das Messergebnis stören, sind sie hier jedoch Träger der (Tiefen-)Information: Die Entfernung jedes kleinen Oberflächenstücks entspricht derjenigen Entfernung, bei der das Speckle von diesem Flächenstück den maximalen Interferenzkontrast hat. 
Das Kohärenzradar liefert als Ergebnis die Topografie der Oberfläche. Bei lichtdurchlässigen Schichten ist es zwar mit dem Kohärenzradar prinzipiell auch möglich, Informationen aus tiefer liegenden Schichten zu bekommen, doch gibt es für diese Aufgabe besser geeignete spezielle Tomografieverfahren, wie die Optische Kohärenztomografie. 